# Falsilunatia pisum
Falsilunatia pisum là một loài ốc biển nước sâu cỡ nhỏ, là động vật thân mềm chân bụng sống ở biển trong họ Naticidae, họ ốc mặt trăng.